# Tribulocarpus
Tribulocarpus is een geslacht uit de ijskruidfamilie (Aizoaceae). De soorten komen voor in het noordoosten van Afrika in Ethiopië, Somalië en Kenia en in Zuidwest-Afrika in  Namibië en Zuid-Afrika.

## Soorten
- Tribulocarpus dimorphanthus (Pax) S.Moore
- Tribulocarpus retusus (Thulin) Thulin & Liede
- Tribulocarpus somalensis (Engl.) Sukhor.

... · 
Antimima · 
Argyroderma · 
Carpobrotus · 
Disphyma · 
Dorotheanthus · 
Gibbaeum · 
Lapidaria · 
Lithops · 
Mesembryanthemum · 
Sceletium · 
Tetragonia · 
...